# Elisabeth Abegg
Luise Wilhelmine Elisabeth Abegg (3 de marzo de 1882 – 8 de agosto de 1974) era una educadora alemana y luchadora de resistencia en contra del nazismo. Ella proporcionó refugio a alrededor de 80 judíos durante el Holocausto y era consiguientemente reconocida como Justos entre las Naciones.

## Biografía
Abegg Nació en 1882 en Estrasburgo, parte de Alemania, hija de Johann Friedrich Abegg, un jurista, y Marie Caroline Elisabeth (Rähm) Abegg. En 1912, se inscribió en la Universidad de Leipzig, donde estudió historia, filología clásica y estudios Románicos, y se graduó con un doctorado en 1916. Ella se trasladó a Berlín en 1918 cuándo la región de Alsacia era proclamada por Francia. En Berlín, se involucró en el trabajo de ayuda de la posguerra organizado por la comunidad Quaker (Sociedad religiosa de los Amigos). Se convirtió en profesora en el Luisengymnasium Berlina (de) en Berlín-Mitte en 1924 y era miembro activa del Partido Democrático Alemán.

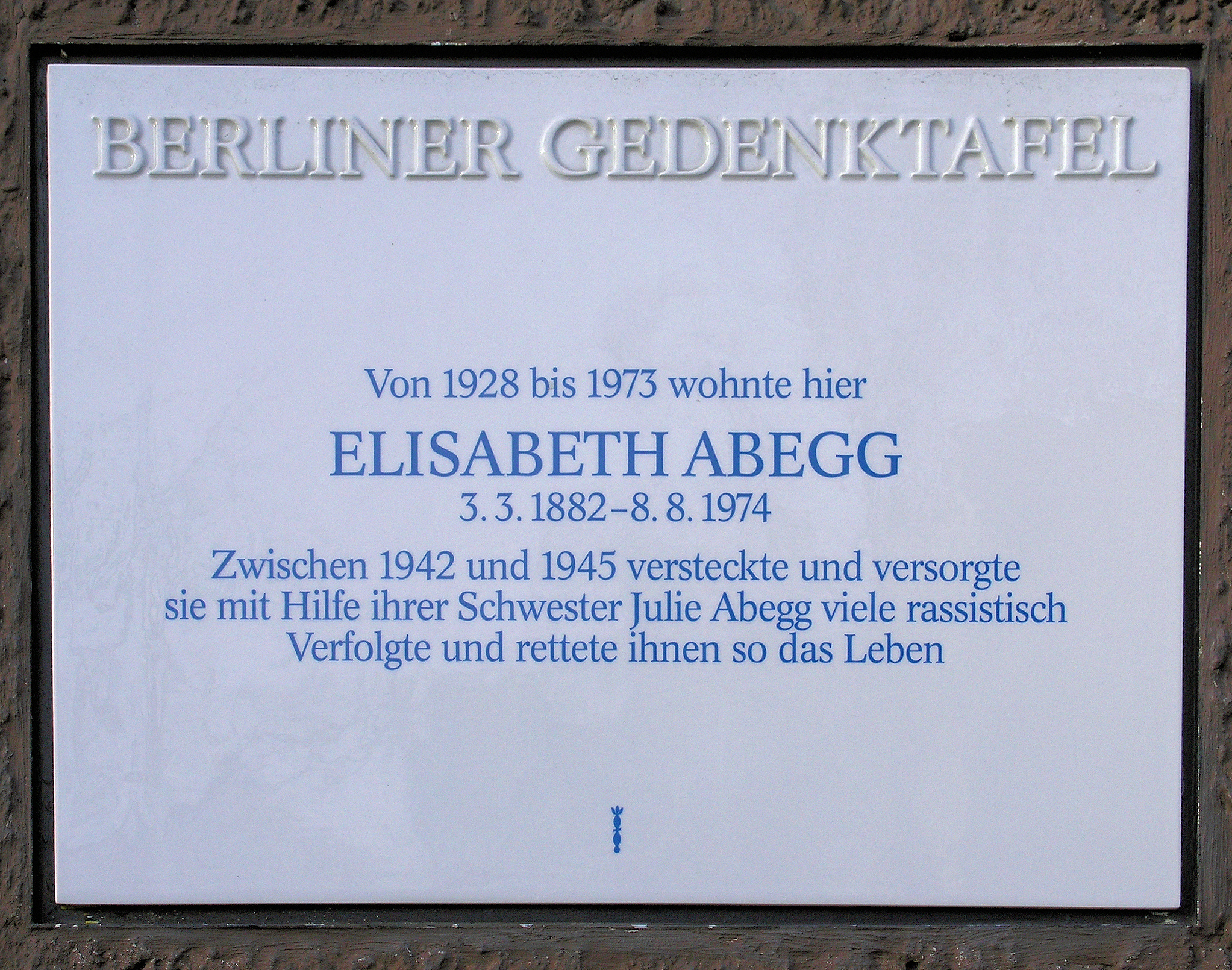
Placa conmemorativa para Elisabeth Abegg en Tempelhof, Berlín

Abegg criticó abiertamente el régimen Nazi después de que Adolf Hitler asumió el poder en 1933. Ella fue transferida a otra escuela como castigo por sus críticas y estuvo cuestionado por el Gestapo en 1938. En 1941, fue forzada a retirarse de la enseñanza y oficialmente convertida a Quakerism en 1941. Ella comenzó a ayudar a judíos perseguidos encontrando refugio seguro en 1942. Estableció una extensa red de equipos de rescate—incluyendo su Quaker amigos y sus exalumnos —para proporcionar alojamiento a judíos a escondidas. Abegg alojaba temporalmente decenas de judíos en su apartamento Tempelhof y apartamentos vecinos vacantes, y aseguraba permanente alojamiento para ellos en Berlín, Prussia oriental y Alsacia. Vendía sus joyas para ayudar a judíos escapar a Suiza y como tutora ocultaba niños judíos en su apartamento. En total, ella protegió alrededor de 80 judíos entre 1942 y 1945.
Después de la Segunda Guerra Mundial, Abegg reanudó la enseñanza en Berlín. Se convirtió en miembro del Partido Democrático Social de Alemania y era activa en Quaker grupos. En 1957, un grupo de judíos quien Abegg había rescatado durante el Holocausto publicó un libro, titulado "Y una Luz Briló en la Oscuridad", en dedicación a ella. Murió en 1974.

## Honores y legado
Abegg Recibió el Orden de Mérito de la República Federal Alemana (Verdienstkreuz soy Bande) en 1957. En 1967, fue reconocida como Justos entre las Naciones por Yad Vashem. Una placa conmemorativa estuvo montada en su barrio Tempelhof en 1991 y una calle en Berlín Mitte, Elisabeth-Abegg-Straße, fue nombrado después de su muerte en 2006.